# Cyclophora mesoorthia
Cyclophora mesoorthia là một loài bướm đêm trong họ Geometridae.